# Kostentheorie
Die Kostentheorie ist ein Teilgebiet der Produktions- und Kostentheorie einem Gebiet der Betriebswirtschaftslehre, das sich mit Kosteneinflussgrößen, Höhe und Arten von Kosten beschäftigt und mittels Kostenfunktionen die optimale Gestaltung der Kosten aufzeigt. Sie ist mit der Produktionstheorie verwandt, die nur verbrauchte und erzeugte Mengen an Produktionsfaktoren betrachtet, während die Kostentheorie den Faktorverbrauch mit Kosten bewertet um Verbräuche in unterschiedlichen Mengeneinheiten (Tonnen, Stück, Liter etc.) vergleichen zu können.
Sie baut dabei auf den Produktionsfunktionen auf, um den Verlauf der Kosten zu erklären und liefert Bewertungsmaßstäbe für den Vergleich mehrerer technisch effizienter Produktionsfunktionen.
Stehen beispielsweise zwei Prozesse zur Herstellung eines bestimmten Produktes zur Verfügung, wobei die erste ausschließlich 5 Mengeneinheiten eines Faktors benötigt und die zweite ausschließlich 6 Mengeneinheiten desselben Faktors, so ist erstere technisch effizient, da sie nichts verschwendet. Stehen dagegen zwei andere Funktionen zur Wahl die beide von den Faktoren {\displaystyle r_{1}} und {\displaystyle r_{2}} abhängen so kann man nicht ohne weiteres zwischen den beiden technisch effizienten Funktionen {\displaystyle x=3r_{1}+5r_{2}} und {\displaystyle x=6r_{1}+2r_{2}} wählen. Erst nach Bewertung der Faktorverbräuche mit Kosten ist es möglich zu entscheiden welche Funktion zu den niedrigeren Kosten führt und somit ökonomisch effizient ist.